# Nivel de detalle (LOD)
En los gráficos por computadora, el nivel de detalle (del inglés level of detail o LOD) implica disminuir la complejidad de una representación de un modelo 3D a medida que se aleja del espectador o de acuerdo a otras métricas, como la importancia del objeto, el punto de vista relativo, velocidad o posición. Las técnicas de nivel de detalle aumentan la eficiencia del renderizado al disminuir la carga de trabajo en la tubería de renderizado (del inglés rendering pipeline). La calidad visual reducida del modelo a menudo pasa desapercibida debido al pequeño efecto en la apariencia del objeto cuando está lejos o se mueve rápidamente.
Aunque la mayoría de las veces el LOD se aplica solo al detalle de la geometría, el concepto básico puede extenderse. Recientemente las técnicas LOD también permiten la gestión de sombreadores (shaders) para mantener el control de la complejidad de los píxeles. Se ha aplicado una forma de gestión de nivel de detalle a los mapas de textura durante años, bajo el nombre de mipmapping, que también proporciona una mayor calidad de representación.
| Modelo   | A finely tassellated wireframe sphere featuring over 5000 sample points. | A highly tassellated wireframe sphere, almost 2900 points. | A wireframe sphere with roughly 1600 sample points. | A wireframe sphere with almost 700 vertices, good when viewed from a distance. | A wireframe sphere with less than 150 sample points but still enough for far away objects. |
| Vértices | ~5500                                                                    | ~2880                                                      | ~1580                                               | ~670                                                                           | 140                                                                                        |
| Notas    | Máximo detalle, para primeros planos.                                    |                                                            |                                                     |                                                                                | Detalle mínimo, objetos muy lejanos.                                                       |

## Usos
Videojuegos
El LOD es especialmente útil en videojuegos 3D. Los desarrolladores quieren ofrecer a los jugadores mundos más grandes, pero siempre están limitados por el hardware. Con la llegada de los juegos 3D en la década de 1990, muchos videojuegos simplemente no representaban estructuras u objetos distantes. Solo los objetos cercanos serían renderizados y las partes más distantes se desvanecerían gradualmente, esencialmente implementando niebla a distancia ocultando el "popping", un efecto visual indeseable que ocurre cuando la transición de un objeto 3D a un nivel de detalle precalculado (LOD) diferente es abrupto y obvio para el espectador. Los videojuegos que usan LOD evitan o disminuyen este efecto de niebla y pueden renderizar áreas más grandes. Algunos ejemplos tempranos notables de su uso en videojuegos en 3D serían Spyro the Dragon, Crash Bandicoot: Warped, Unreal Tournament o Serious Sam. La mayoría de los juegos 3D modernos utilizan una combinación de técnicas de renderizado LOD, se utilizan diferentes modelos para grandes estructuras y se reducen en las distancias para detalles del entorno como el césped y los árboles.
SIG y modelado de ciudades 3D
LOD se encuentra en los modelos de ciudad SIG y 3D como un concepto similar. Indica cuán minuciosamente se han mapeado las características del mundo real y cuánto se adhiere el modelo a su contraparte del mundo real. Además de la complejidad geométrica, otras métricas como la coherencia espacio-semántica, la resolución de la textura y sus atributos pueden aplicarse mediante LOD. CityGML estándar contiene una de las categorizaciones de LOD más prominentes.
Software de renderizado y modelado
- MeshLab, una herramienta de procesamiento de malla de código abierto que puede simplificar con precisión las mallas poligonales 3D.
- Polygon Cruncher es un software comercial de Mootools que reduce la cantidad de polígonos de los objetos sin cambiar su apariencia.
- Simplygon es un paquete de procesamiento comercial para volver a unir mallas de entrada a mallas renderizables en tiempo real.